# Kroniek van Froissart (Lodewijk van Gruuthuse)
De Kroniek van Froissart van Lodewijk van Gruuthuse is een kopie van de Kroniek van Froissart in vier volumes die gemaakt werd voor Lodewijk van Gruuthuse in het midden van de jaren 1470. De vier verluchte handschriften worden nu bewaard in de Bibliothèque nationale de France in Parijs met als signatuur Manuscrits, Fr. 2643-2646.

## Codicologische beschrijving
De volumes zijn als volgt samengesteld:
- Fr. 2643: Vol 1, 10 + 433 folia, 428 à 433 x 318 à 324 mm, perkament, 48 miniaturen.[1]
- Fr. 2644: Vol 2, 12 + 356 folia, 433 à 435 x 317 à 319 mm, perkament, 13 miniaturen.[2]
- Fr. 2645: Vol 3, 8 + 375 folia, ca. 430 x 320, perkament, 22 miniaturen.[3]
- Fr. 2646: Vol 4, 341 folia, ca. 430 x 320, perkament, 27 miniaturen.[4]

In totaal zijn er dus 110 miniaturen in de vier handschriften in tegenstelling tot de 122 die dikwijls vermeld worden in de literatuur.

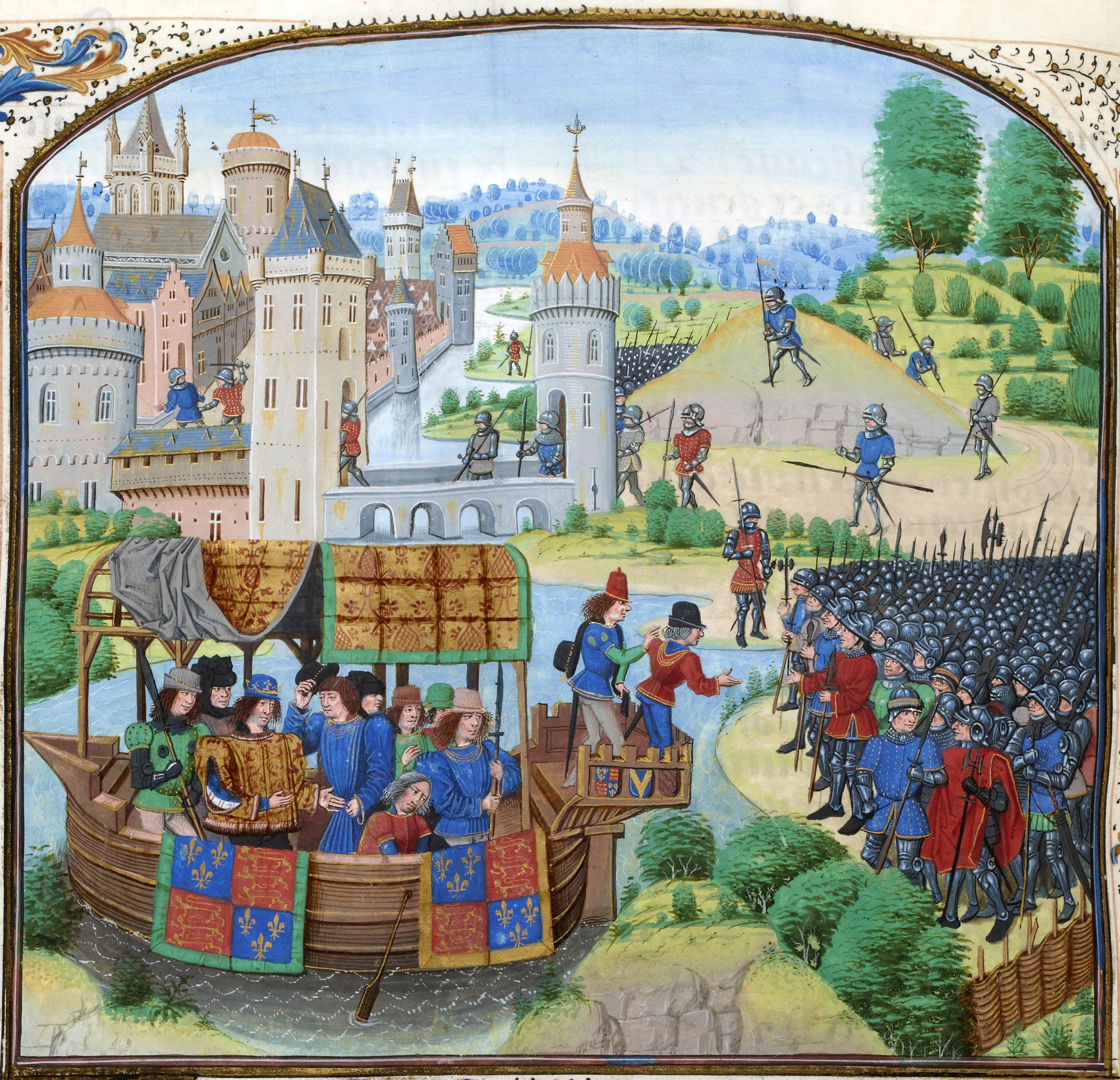
Volume 2, f154v: Richard II ontmoet de rebellen van de boerenopstand in 1381.

De tekst is geschreven in het Middelfrans in een Bourgondische bastarda in twee kolommen van 38 lijnen per blad. Het tekstblok is 285 op 200 mm groot.
In elk volume wordt de eigenlijke tekst voorafgegaan door een inhoudslijst van de tekst die volgt In die lijst begint elke tekst met een versierde initiaal en de blanco spatie aan het einde van de zin is opgevuld met geschilderde lijnvullers. Bij volume 1 zijn dit de folia A tot J, bij volume 2 staat de inhoudstabel op de folia A tot L, bij volume 3 op de folia A tot H en bij volume 4 op de folia 1 tot 4, folium 5 is blanco en de eigenlijke tekst begint op f6r.
De hoofdstukken in de tekst zijn voorafgegaan door een rubricering in het rood en beginnen met een versierde initiaal van twee lijnen hoog. Ook de miniaturen zijn vergezeld van een rubriek die het onderwerp of het thema beschrijft. Na een miniatuur begint de tekst met een versierde initiaal van 4 lijnen hoog. Doorheen de tekst worden hier en daar ook geschilderde lijnvullers gebruikt maar vrij spaarzaam.

## Geschiedenis
De zoon van Lodeijk van Gruuthuse, Jan V, gevangengenomen in de Slag bij Guinegate, trad in 1479 in dienst van het Franse hof en schonk (of verkocht) een groot deel van zijn vaders bibliotheek aan Lodewijk XII. De Kronieken van Froissart figureren voor het eerst in een inventaris van Blois van 1518.
Dat de boeken origineel aan Lodewijk van Gruuthuse toebehoorden, kan men duidelijk aflezen uit de margeversiering, ook al is zijn wapen op banieren en schilden overschilderd met het wapen van Lodewijk XII. Zijn symbool de bombarde komt frequent in de margeversiering voor, evenals zijn devies “plus est en vous”. De initialen L & M, voor hem en zijn echtgenote, zijn frequent terug te vinden en ten slotte is er op f292 van volume 1 in de linkermarge, een aapje dat een schild met het wapen van Lodewijk van Gruuthuse vasthoudt. Blijkbaar werd dit door Lodewijk XII over het hoofd gezien.

## Miniaturisten

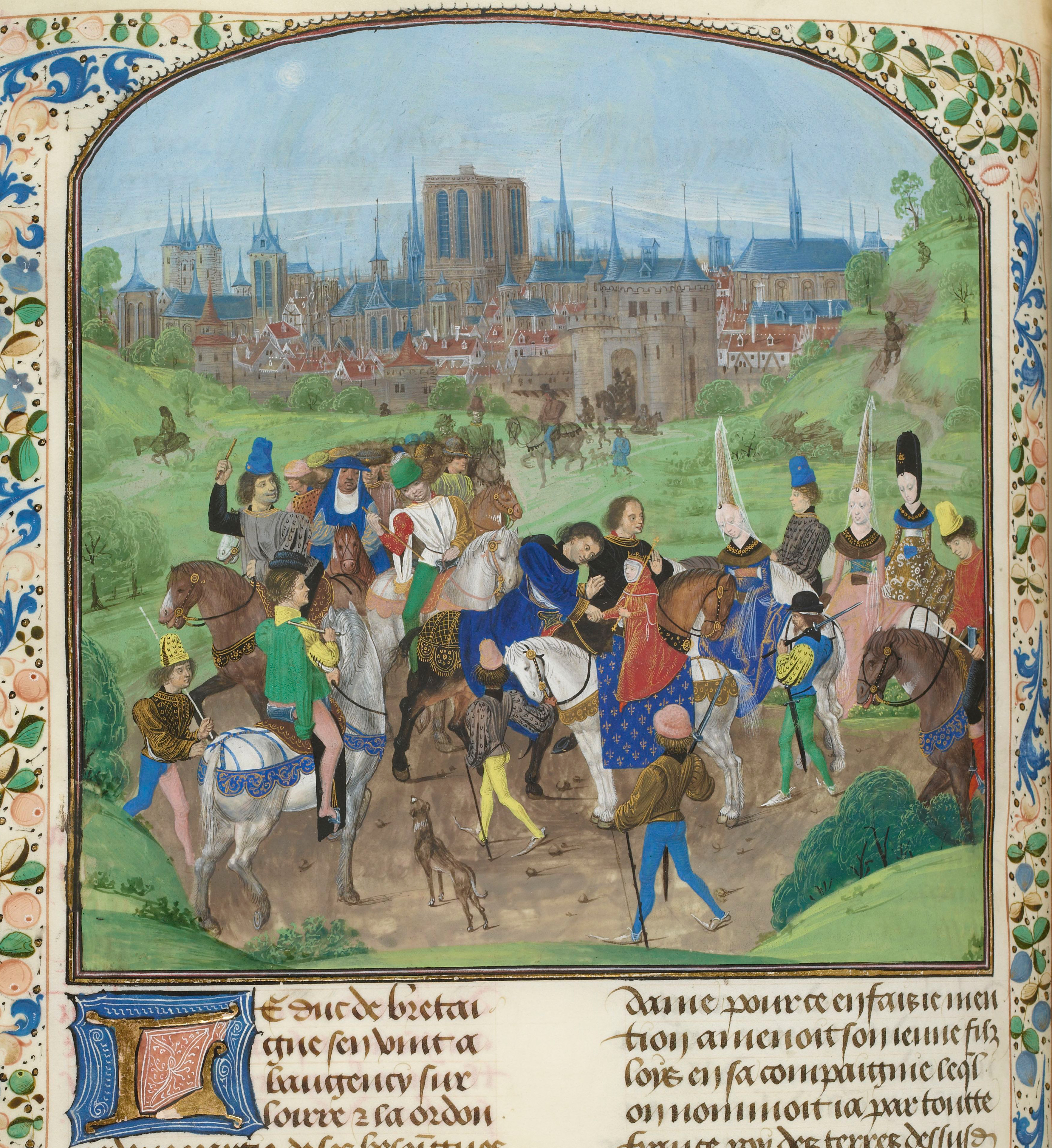
Volume 3: f321v, De aankomst van Lodewijk II van Anjou in Parijs.

Er werkten verschillende miniaturisten mee aan de verluchting van deze manuscripten. De miniaturen in volume 1 & 2 zouden van de hand zijn van Loyset Liédet en zijn atelier. De stijl van Liédet is vrij herkenbaar. Hij schildert lang uitgerekte personages met vrij stijve maniëristische houdingen. Hij gebruikt heldere, bijna opzichtige kleuren. Een ander aspect is het narratieve in zijn voorstellingen, hij vertelt graag een verhaal, soms toont hij verschillende fases van een gebeuren in één miniatuur. Zoals dikwijls bij Liédet, zijn de miniaturen goede illustraties bij het werk maar zeker geen hoogstaande artistieke creaties.
De miniaturen in volume 3 & 4 worden toegeschreven aan een aantal anonieme meesters namelijk: de Meester van Antoon van Bourgondië, de Meester van Margaretha van York en de Meester van het gebedenboek van Dresden. Sommige van de miniaturen in deze twee volumes worden gerekend tot de meest artistieke uit hun tijd.
De Meester van Antoon van Bourgondië en de Meester van het gebedenboek van Dresden zijn moeilijk van elkaar te onderscheiden. Ze zouden volgens studies van Claudine Lemaire, Antoine de Schryver en Bodo Brinkman gewerkt hebben in een relatie meester-assistent, waarbij de Dresdener meester de leerling was.

## Verluchting

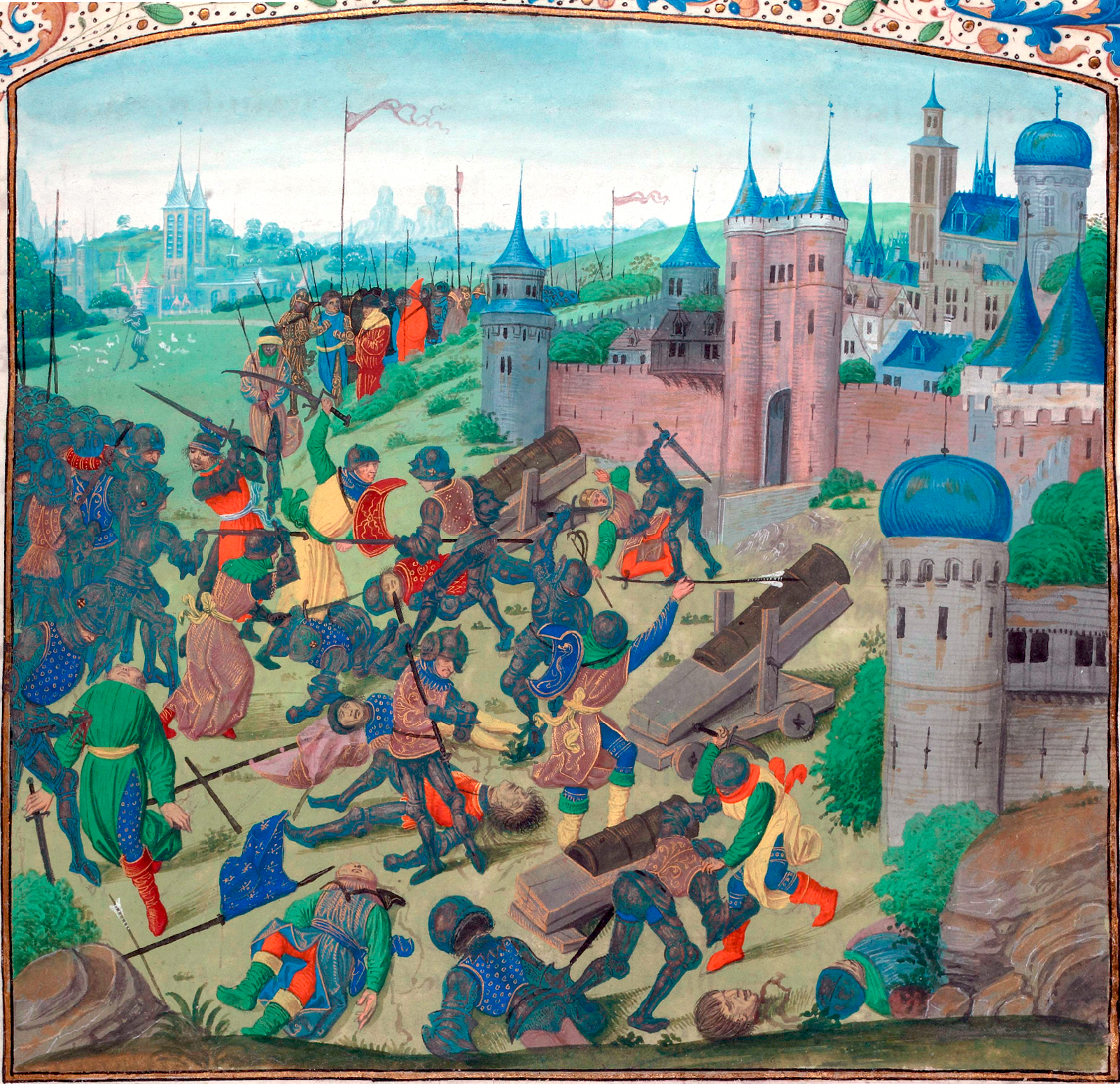
Volume 4: f220, De slag bij Nicopolis.

Er is een duidelijk verschil in kwaliteit vast te stellen tussen de illustratie van de eerste twee en de laatste twee volumes. Dit is niet alleen waar voor wat de uitvoering van de miniaturen betreft, maar ook voor de margedecoratie. De tekst van de beide groepen zou trouwens ook van een andere hand zijn. Kunsthistorici gaan er dan ook van uit dat het werk waarschijnlijk van in het begin gesplitst werd, waarbij de realisatie van volume 1 & 2 werd toevertrouwd aan Loyset Liédet en die van de andere volumes aan de Antoon-meester en dat zij onafhankelijk de realisatie van hun deel van het werk moesten coördineren. Liédet gebruikte daarbij voor de margedecoratie waarschijnlijk slechts één artiest wat een zeer homogeen resultaat gaf. De Antoon-meester deed waarschijnlijk beroep op de Meester van Margaretha van York voor de margedecoratie van volume 3. Volume 4 zou dan weer wat de margedecoratie betreft van de hand zijn van een assistent of medewerker van de Dresdener meester. De margedecoratie in volume 3 en 4 is dan ook duidelijk verschillend. Volgens Scot McKendrick is de Meester van Antoon van Bourgondië grotendeels verantwoordelijk voor de miniaturen in volume 3 & 4. Ook de miniaturen die men kan toewijzen aan de Meester van Margaretha van York zijn vrij verschillend van miniaturen in ander werk dat aan hem kan toegeschreven worden, vooral wat betreft de afbeelding van het landschap en de ruimtelijke indeling. Hierbij volgde de Margaretha-meester blijkbaar de stijl van de Meester van Antoon van Bourgondië.